# 豊橋連続保険金殺人事件
豊橋連続保険金殺人事件（とよはしれんぞくほけんきんさつじんじけん）とは、1977年から1978年にかけて愛知県を中心に発生した連続殺人および殺人未遂事件。生命保険金詐取のために3人が殺害された。なお首謀者2人は海外逃亡の末に射殺された。

## 事件の概要
愛知県豊橋市に所在した運送会社Xでは、1970年代前半まで順調に成長していた経営が、第一次石油危機以降の不況などの影響により悪化していた。そのため同社のA社長とB専務は、次々と保険金の搾取を目的に殺人および殺人未遂を繰り返した。愛知県警察特別捜査本部が把握した事件は次の通り。
- 1977年8月26日に静岡県浜名湖周辺、同年9月9日に長野県飯田市で、食料品ブローカーの男性を交通事故に見せかけて殺害しようとして失敗。男性には死亡時1億2000万円の保険金が掛けられていた。後に、この男性が別の詐欺容疑で逮捕された際に犯行が発覚した（後述）。
- 1977年10月1日、愛知県幸田町で、食品会社社長の男性を殺害しようとして失敗。さらに同月3日に同じ男性を交通事故に見せかけて殺害。死亡時の保険金1億3000万円の受け取りに成功。
- 1978年7月30日、愛知県渥美半島の海水浴場で、自社従業員の男性を水死に見せかけて殺害。死亡時の保険金1億円の受け取りに成功。
- 1978年12月26日、愛知県豊橋市で、バー経営者の女性を焼死に見せかけて殺害。死亡時の保険金1億8000万円の受け取りが予定されていたが、受け取る前に事件が発覚。

## 事件の発覚と逃亡
1978年8月、警視庁が詐欺常習犯を取調べしたところ、豊橋の運送会社の社長に保険をかけられ殺されそうになったと容疑に関係ない供述をした。警視庁が愛知県警察に照会したところ該当者がいることが判明、内偵を進めていた。
内偵中に、バーの女主人が1978年12月に焼死した。バーの開店資金はAが出していた上、その店が燃え保険金1億8千万円の受取人がAの妹であるなど、不審なことは明白であった。そのため捜査機関は証拠が固まった関係者から検挙していったが、そうしたなか首謀者2人は捜査が迫っていることを知り1979年4月に海外逃亡した。
2人は以前買春ツアーで知り合った台湾人暴力団員の伝手で台湾に向かい、その台湾人の手引きで南米パラグアイの首都アスンシオンに向った。この台湾人に支払った為か2人が逃亡時に所持していた2億3千万円が、パラグアイ入国時には3千万円と激減しており2億円近く費消していた。そのうえ二人は、パラグアイの協力者から斡旋されたブラジルにいる協力者にもたらいまわしにされた。
こうして2人はブラジルのサンパウロに入国したが、日本の捜査機関が足取りを掴んでいた。しかしブラジルと日本の間には犯罪者引渡し協定がないため、ブラジル政府に身柄確保の依頼と強制送還を依頼した。この事が報道され日系ブラジル人社会から「日本人の恥さらし」と非難されたことから、身の危険を感じた協力者は2人をアマゾンの奥地に逃亡させたが、一方裏切って警察に居場所を密告した。1979年5月2日にブラジル警察は潜伏先にいる2人を急襲し問答無用で射殺した。Aは40歳、Bは35歳であった。

## 参考資料
- 『殺人百科データファイル』新人物往来社、2005年、136-137頁。ISBN 978-4404033055。